# منتخب صربيا لكأس ديفيز
منتخب صربيا لكأس ديفيز (بالصربية: Мушка тениска репрезентација Србије)‏ هو ممثل صربيا الرسمي في كرة المضرب في كأس ديفيز.